# Chrysoperla lucasina
Chrysoperla lucasina – gatunek sieciarki z rodziny złotookowatych (Chrysopidae) zaliczany do kompleksu gatunków kryptycznych Chrysoperla carnea (s. l.), opisany z Algierii. W 1980 roku Aspock i inni uznali nazwę tego gatunku za synonim Ch. carnea. Na podstawie analizy odgłosów godowych ponownie uznany został za odrębny gatunek o podobnej do Ch. carnea s. s. biologii i ekologii. Występuje w cieplejszych regionach Europy i zachodniej części Azji oraz w północnej Afryce. Jest polifagiem.
Larwy są drapieżnikami żerującymi na małych stawonogach o miękkim ciele, zwłaszcza na mszycach. Żarłoczność larw przyczynia się do znacznego ograniczenia populacji mszyc, co jest wykorzystywane przy biologicznym zwalczaniu szkodników.
Imagines żywią się pokarmem roślinnym o dużej zawartości cukrów. Wiosną i latem jedzą pyłek i nektar różnych gatunków roślin z wielu rodzin (m.in. Brassicaceae, Gramineae, Apiaceae i Asteraceae), oraz spadź. Jesienią w ich diecie dominuje spadź. Pokarmu poszukują w pobliżu miejsc odpoczynku, na obszarach porośniętych niskimi roślinami zielnymi.
Osobniki dorosłe przelatują pod koniec wiosny z miejsc zimowania na obszary żerowania. Są pierwszymi złotookami pojawiającymi się wiosną nad kwitnącymi roślinami zielnymi. Po okresie żerowania migrują na nowe tereny bogate w kolonie mszyc. Tam przystępują do rozrodu. Samce wydają dwa typy charakterystycznych dla tego gatunku "pieśni" – pierwszą, by przywołać samicę, drugą – w duecie z partnerką. Zimują osobniki dorosłe – zapadają w stan diapauzy.
W Polsce ten owad został stwierdzony po raz pierwszy pod koniec XX wieku.